# Gipsy (stripreeks)
Gipsy is een Franco-Belgische strip geschreven door Belgische scenarist Thierry Smolderen en getekend door de Italiaanse tekenaar Enrico Marini, en bestaat uit 6 albums die gepubliceerd werden tussen 1993 en 2002.
Het verhaal volgt Tsagoï, een vrachtwagenchauffeur met als bijnaam Gipsy in een nabije toekomst waar het Noordelijk halfrond een nieuwe ijstijd beleefd, en waar de belangrijkste steden met elkaar verbonden zijn door een mega-snelweg genaamd C3C, nadat vliegverkeer onmogelijk was geworden.

## Albums
1. De zwerver van de C3C (L'Étoile du Gitan), 1993.
2. Vlammen in Siberië (Les Feux de Sibérie), 1994.
3. De dag van de tsaar (Le Jour du Tsar), 1995.
4. De zwarte ogen (Les Yeux noirs), 1997.
5. De witte vleugel (L'Aile blanche), 1999.
6. De Aztekenlach (Le Rire aztèque), 2002.